# 吳鴻洙
吳鴻洙（1557年—1598年），字文衢，號鳳城，又號鳳池，山東濟南府萊蕪縣人，明朝政治人物。

## 生平
萬曆七年（1579年）己卯科山東鄉試第三十九名，萬曆十四年（1586年）丙戌科會試一百十七名，登二甲第十二名進士。工部观政，授工部屯田司主事，十七年遷營繕司員外郎，十九年四川鄉試副主考，二十年升工部都水司郎中，督修天壽山及西山皇陵、重城（九門城樓）三大工程，本年八月陞浙江督粮道右參議，二十二年正月升本省副使，備兵紹興台州，二月以倭寇之乱改寧波海道副使。总督顧養謙議開倭夷貢市於寧波，鴻洙极陳其害，認為應立即停止。二十五年升山西岢岚道右參政兼僉事，七月以倭警题留海道，照舊管事。二十六年入賀京師，便道歸省，宴客時卒，年四十二。

## 家族
曾祖吳夢弼，廩生；祖父吳善繼，有吴佛之號；父吳來朝，曾任榮河知縣。母段氏。具庆下。兄鸿渐（选贡）、弟吳鴻功（生员）。